# Macromitrium peraristatum
Macromitrium peraristatum är en bladmossart som beskrevs av Brotherus 1893. Macromitrium peraristatum ingår i släktet Macromitrium och familjen Orthotrichaceae. Inga underarter finns listade i Catalogue of Life.